# イ・ジェファン
イ・ジェファン（Lee Jaehwan)、2006年12月15日 - ）は、大韓民国出身のプロサッカー選手。Jリーグ・愛媛FC所属。ポジションはフォワード（FW）。

## 略歴
大韓民国仁川ユナイテッドFCのU-18からの出身。2025年高校卒業してすぐに、K1(韓国1部リーグ) 光州FCへの完全移籍が発表された
慶南昌原小学校で初めてサッカーを学び始め、その後仁川ユナイテッドU-12チームに合流しながらプロ傘下ユースチームに入ってきた。本来から膨大な長身と得点力を保有して有名で、特に仁川光城中学校3年生の時に圧倒的な成績を記録した。当時リーグ11試合で12得点を記録し、KリーグジュニアA組前半期得点王まで占めた彼は青少年代表チームにも名前を上げながら仁川ファンたちに期待主に選ばれるようになった。
光城中を卒業した後、やはり仁川の幼少年チームである仁川大健高等学校に進学した。 １年生の時は負傷もあり、しばしば出場したが、期待ほどの競技力を見せられなかった。 ２年生の時からは青少年代表チームを並行しながら再び注目度を引き上げたが、先輩チョ・ウンジュンとの共存問題により出場時間に制約があった。前半期には大きな実績を出せなかったが、後半期から選抜で出て本格的に得点砲を稼動し、王中王戦、全国体戦でチームの主得点員として良い姿を披露しながら期待を引き上げた。
３年生に上がった後は技量が急成長し、不動の主戦ストライカーであり、ユースリーグ最上級のストライカー資源として評価されながらチームを率いた。 Kリーグジュニア前半期A組で7試合6得点を記録して得点王に上がり、チームはリーグ2位で上位スプリットに進出した。夏全国大会当時は名声に比べて惜しい姿だったが、王中王殿で覚醒して大会中8得点を記録して得点王に再度上がり、チームも優勝カップを持ち上げて再び国内サッカーファンに自分の名前を刻印させた。
2025年8月1日、愛媛FCへ完全移籍で加入することが発表された。

## 所属クラブ
- -2018年  仁川ユナイテッドFC U-12
- 2019年-2022年 仁川ユナイテッドFC U-15
- 2022年-2024年 仁川ユナイテッドFC U-18
- 2025年 - 2025年8月  光州FC
  - 2025年8月 -  愛媛FC

## 代表歴
- 2023年 U-17韓国代表